# Chilo virgosa
Chilo virgosa là một loài bướm đêm trong họ Crambidae.